# Dobuita
Dobuita (溝板) est un quartier de la ville japonaise de Yokosuka, situé à l'entrée de la baie de Tokyo.

## Activité militaire

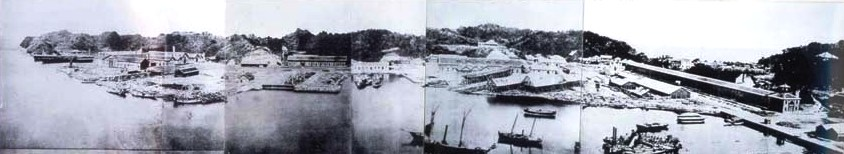
Construction de l'arsenal de Yokosuka vers 1870.

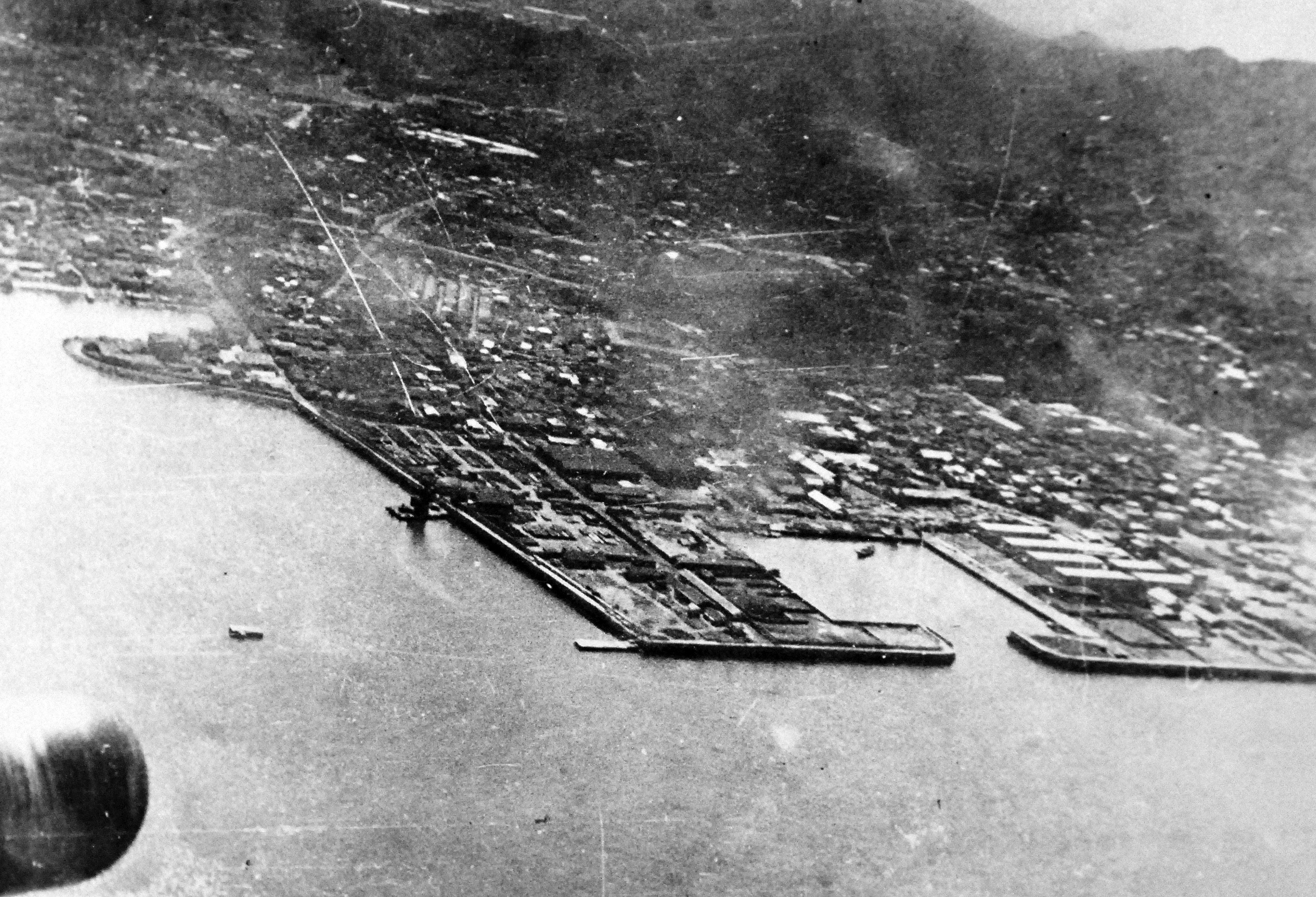
Photographie de la base navale de Yokosuka lors du raid de Doolittle le 18 avril 1942.

Cette zone portuaire était une base navale de la marine impériale japonaise avant la signature des actes de capitulation du Japon de 1945. Depuis, elle est une base conjointe de l'US Navy et de la force d'autodéfense du Japon et elle a une superficie de 2,3 km².

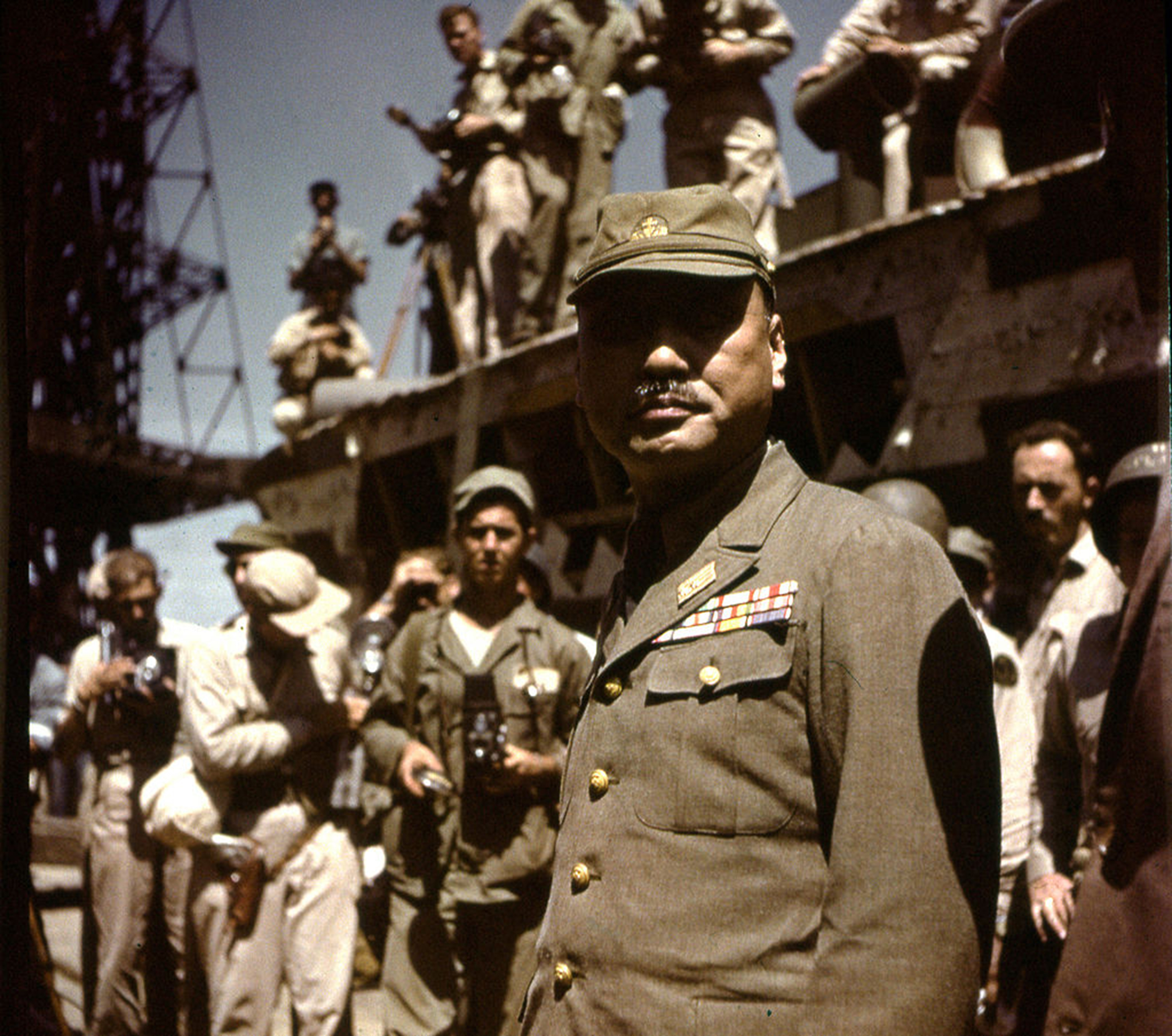
Le vice-amiral Michitaro Tozuka, commandant la base navale de Yokosuka après sa reddition le 30 août 1945.

Elle est le port d'attache depuis 1973 du seul porte-avions des États-Unis attaché en permanence à une base outre-mer, celui-ci est accompagné de son groupe aéronaval (11 navires américains au total en 2008 incorporé dans la Septième flotte américaine).
Les porte-avions sous la gestion du United States Fleet Activities Yokosuka ont été :
- Le porte-avions conventionnel USS Midway entre 1973 et 1992,
- Le porte-avions conventionnel USS Independence entre 1992 et 1998,
- Le porte-avions conventionnel USS Kitty Hawk entre 1998 et 2008,
- Le porte-avions nucléaire USS George Washington entre 2008[2]et 2015,
- Le porte-avions nucléaire USS Ronald Reagan depuis 2015.

## Culture populaire
Le quartier est également le théâtre d'action du jeu vidéo Shenmue.